# Parafia greckokatolicka Świętych Apostołów Piotra i Pawła w Tyrawie Solnej
Parafia greckokatolicka Świętych Apostołów Piotra i Pawła w Tyrawie Solnej – parafia greckokatolicka w Tyrawie Solnej, w dekanacie sanockim archieparchii przemysko-warszawskiej. Została reaktywowana w 1991 roku. Terytorialnie obejmuje miejscowość Tyrawa Solna oraz wsie w gminie Tyrawa Wołoska.